# 秦岭风毛菊
秦岭风毛菊（学名：Saussurea tsinlingensis）是菊科风毛菊属的植物，为中国地区的特有植物。分布在中国大陆的甘肃、陕西、四川等地，生长于海拔1,500米至2,000米的地区，多生长在山坡路旁以及疏林下，目前尚未由人工引种栽培。